# Sønderborg Garnisons forlægning
|  | Denne artikel er oprettet af botten Steenthbot ud fra en ekstern database. Den kan derfor have sproglige fejl eller mangler. Denne skabelon kan fjernes efter kontrol af indholdet. |

Sønderborg Garnisons forlægning er en dansk dokumentarisk optagelse fra 1945.

## Handling
Optagelser fra de sidste dage inden Sønderborg Garnison efter tysk diktat forlægges til Fyn-Sjælland den 12. november 1942. Søndag den 8. november holdes der afskedsfest med højtidelighed i kasernens gymnastiksal. Omkring 5000 mennesker deltager. Tirsdag den 10. november er der flagparade i kasernegården. Umiddelbart inden gik Musikkorpset og Fodfolkets Sergentskole gennem Sønderborgs gader. Flaget på kasernen stryges. I maj 1945 hejses flaget igen i et frit Danmark. De første danske soldater bliver klappet ind på kasernepladsen af de mange fremmødte. Oberstløjtnant Johnstad Møller hilser på kapt. van Riel fra den engelske marinestation i Sønderborg. 

Filmen er optaget ved Garnisonskommandantens foranstaltning af fotograf R. Buchard, Sønderborg.